# Wikimedia Inkubátor
Wikimedia Inkubátor je projekt nadace Wikimedia, jehož cílem je hostovat jazykové edice Wikimedia projektů, které ještě nemají vlastní oddělenou wiki. Projekt byl spuštěn 2. června 2006. Sám nemá jazykové edice, je vícejazyčný.
Na žádost je otevřena subdoména v Inkubátoru a Jazykový výbor (Language Subcomitee) posuzuje, zda si daná jazyková edice zaslouží vlastnit samostatnou subdoménu na projektech Wikipedie, Wikislovník, Wikiknihy, Wikicitáty nebo Wikizprávy. Ostatní Wikimedia projekty jsou buď vícejazyčné, nebo nové jazykové edice hostují jinde.